# Médiathèque de l’architecture et du patrimoine
Die Médiathèque de l’architecture et du patrimoine ist eine 1996 gegründete staatliche Behörde von nationaler Bedeutung mit Hauptsitz in Charenton-le-Pont, die dem französischen Kultusministerium untersteht.

## Aufgaben
Die Médiathèque de l’architecture et du patrimoine (MAP), die dem Service du Patrimoine du Ministère de la Culture nachgeordnet ist, hat die Aufgabe, alle Dokumente zu sammeln, zu konservieren und bereitzustellen, die einen Bezug zum französischen Patrimoine (Kulturgut) haben.
Die MAP gliedert sich in vier Abteilungen:
- Archiv und Bibliothek
- Dokumentation
- Fotoarchiv
- Centre de recherches sur les Monuments historiques (CRMH), die für die Forschung zuständig ist.

## Dienstsitze
- Hauptsitz in Charenton-le-Pont
- Fort de Saint-Cyr für das Fotoarchiv
- Dokumentationszentrum in Paris